# Entre-Vignes
Entre-Vignes (okzitanisch Sant Cristòu e Verargas) ist eine französische Gemeinde mit 2.186 Einwohnern (Stand: 1. Januar 2022) im Département Hérault in der Region Okzitanien. Sie gehört zum Arrondissement Montpellier und ist Mitglied im Gemeindeverband Lunel Agglo.
Sie entstand als Commune nouvelle mit Wirkung vom 1. Januar 2019 durch die Zusammenlegung der bisherigen Gemeinden Saint-Christol und Vérargues, die in der neuen Gemeinde den Status einer Commune déléguée haben. Der Verwaltungssitz befindet sich im Ort Saint-Christol.
Der Fernwanderweg GR 653 von Dourgne nach Toulouse durchquert das Gemeindegebiet. Er folgt der Via Tolosana, einem der vier Jakobswege in Frankreich.

## Gliederung
| Ortsteil                         | ehemaliger INSEE-Code | Fläche (km²) | Einwohnerzahl zum 1. Januar 2022 |
| -------------------------------- | --------------------- | ------------ | -------------------------------- |
| Saint-Christol (Verwaltungssitz) | 34246                 | 11,29        | 1.445                            |
| Vérargues                        | 34330                 | 05,51        | .0741                            |

## Geographie
Die Gemeinde liegt rund 20 Kilometer nordöstlich von Montpellier. Das Gemeindegebiet wird vom Fluss Dardaillon tangiert. Knapp außerhalb der südlichen Grenze verläuft die Autobahn A9.
Nachbargemeinden sind Boisseron im Norden, Saint-Sériès im Nordosten, Saturargues im Osten, Lunel-Viel im Südosten, Saint-Geniès-des-Mourgues im Südwesten und Restinclières im Westen.
Auf über 90 % der Gemeindefläche wird Wein angebaut, der zum Weinbaugebiet Languedoc gehört.

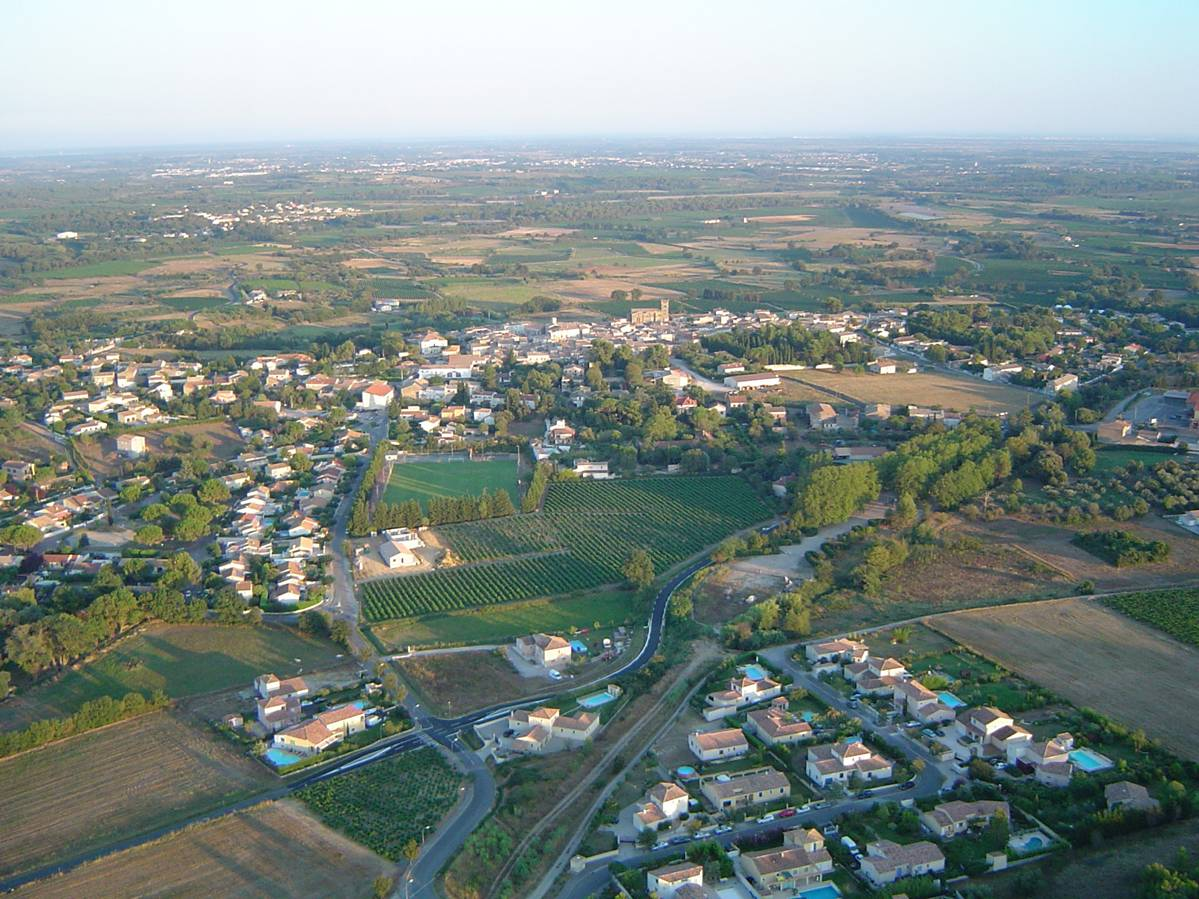
Saint-Christol
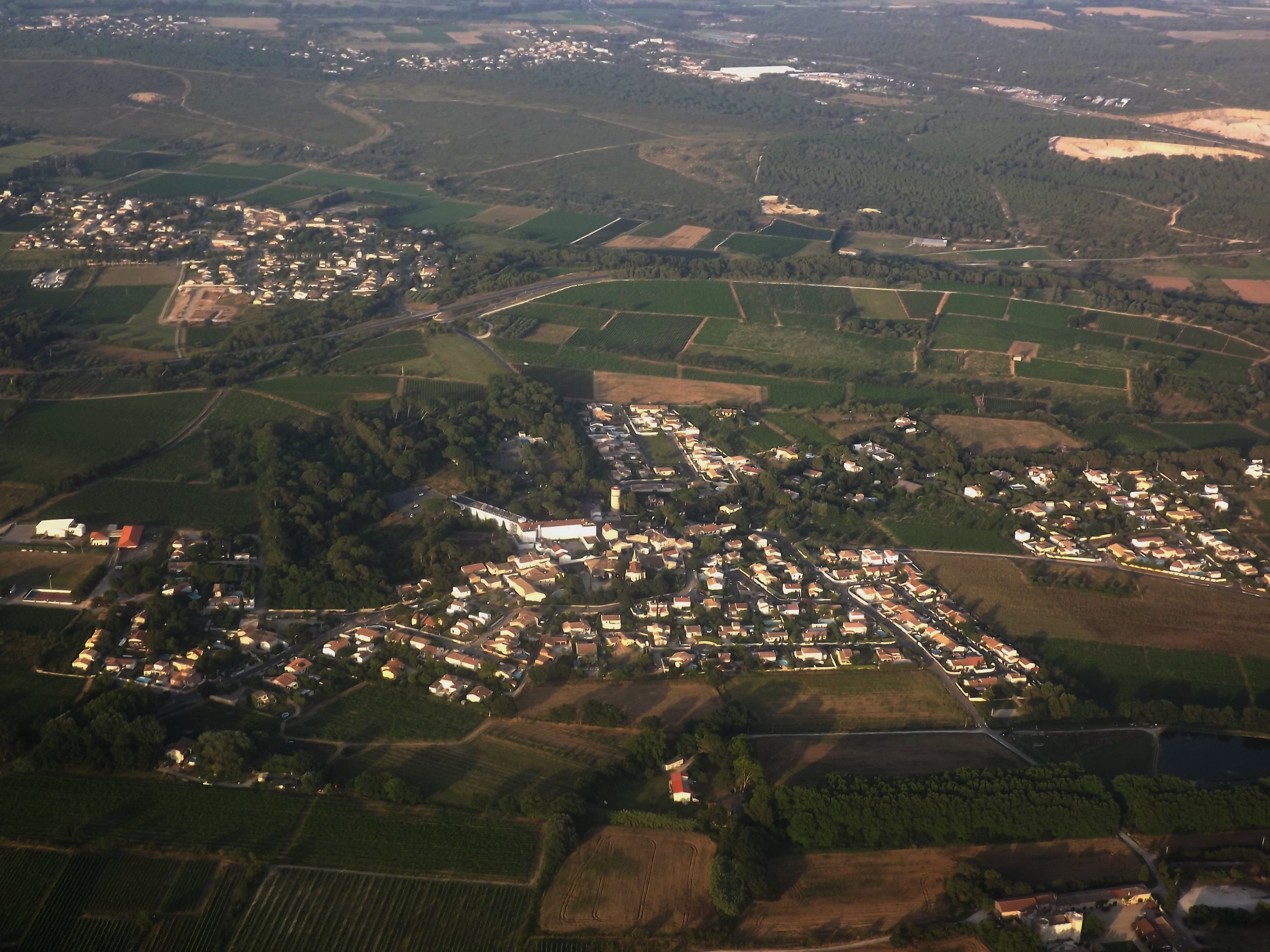
Vérargues